# Exford
Exford is een civil parish in het bestuurlijke gebied Somerset West and Taunton, in het Engelse graafschap Somerset met 405 inwoners.

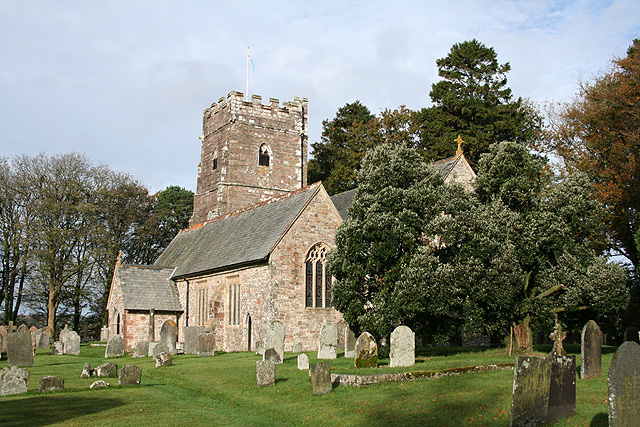
Kerk van Exford
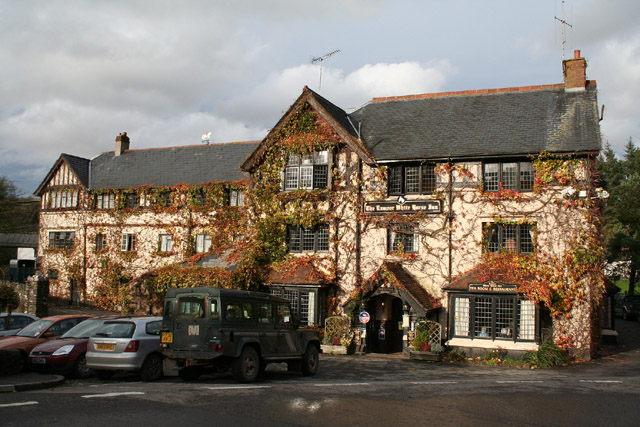
White Horse